# 洛朗·西曼
洛朗·西曼（Laurent Ciman，1985年8月5日—）是一名比利时退役足球运动员，在場上司职后卫。

## 俱乐部生涯
2004年，西曼在沙勒罗瓦开始职业足球生涯，他在沙勒罗瓦的表現吸引比利時國內頂級球會們的興趣。2008年6月，他和布鲁日签约三年。2009年夏季，他被租借到科爾特里克一个赛季。2010年6月16日，他加盟标准列日，签约四年。剛進入标准列日，西曼就成為先發球員，並助标准列日在2010年至2011年比利時盃冠軍。西曼在2015年冬季離開标准列日時，共出賽194場，進8球。
2015年1月22日，西曼與美職聯球隊蒙特婁衝擊簽約三年。在美職聯第一季後，西曼獲得該季美職聯年度最佳後衛
。2016年7月，西曼獲得2016年美國職業大聯盟明星賽入選名額。

## 国家队生涯
2008年夏季奧林匹克運動會男子足球比賽期間，希曼是比利時參賽名單中的一人，比利時最後名列殿軍。
2010年5月，西曼被乔治·里肯斯召入比利时国家足球队名单，并在5月19日和保加利亚的比赛第一次代表国家队出场。
2014年5月13日，西曼確定入選2014年世界盃足球賽比利時參賽名單內。比利時最後在八強止步，但西曼沒有上場表現。在接下來的主要賽事2016年歐洲國家盃期間，西曼再度入選比利時參賽名單內。這次希曼在小組賽對義大利時上場，但比利時卻以0-2落敗。

## 生涯數據

### 國際賽
最後更新：2016年10月15日
| 比利時 | 比利時 | 比利時 |
| 年份   | 出賽   | 進球   |
| ------ | ------ | ------ |
| 2010   | 2      | 0      |
| 2011   | 6      | 0      |
| 2014   | 1      | 0      |
| 2016   | 5      | 1      |
| 總計   | 14     | 1      |

### 國際賽進球
數據統計至2016年6月5日，比數與結果左方數字代表比利時，比數顯示西曼進球時比分。
| No. | 日期         | 場館                           | 出賽次數 | 對手 | 比數 | 結果 | 賽事   |
| --- | ------------ | ------------------------------ | -------- | ---- | ---- | ---- | ------ |
| 1   | 2016年6月5日 | 比利时布魯塞爾博杜安國王體育場 | 11       | 挪威 | 3–2  | 3–2  | 友誼賽 |

## 榮譽

### 個人
美國職業大聯盟明星賽（2）：2015年、2016年
美職聯年度最佳後衛（1）：2015年

### 俱樂部
布魯日
- 布魯日晨禱起義（英语：Bruges Matins (football)）冠軍（1）：2009年[12]

標準列日
- 比利時盃冠軍（1）：2010-11年（英语：2010–11 Belgian Cup）

蒙特婁衝擊
- 中北美洲及加勒比海聯賽冠軍盃亞軍（1）：2014–15年[13]

## 外部連結
- Guardian Football
- Belgium stats （页面存档备份，存于） at Belgian FA